# Pieter Bourke
Pieter Bourke est un musicien d'origine australienne, principalement percussionniste, compositeur et arrangeur musical. Il a collaboré notamment avec la formation Dead Can Dance dans les années 1990.
En 2000 et 2002, il est nommé aux Golden Globes avec Lisa Gerrard dans la catégorie meilleures musiques de film pour les films Révélations (The Insider) et Ali.

## Discographie
Partielle :
- 1993 - Healingbow Eden (Projekt Records)
- 1998 - Duality avec Lisa Gerrard (4AD)
- 1998 - The Human Game avec Lisa Gerrard (4AD)